# XLR

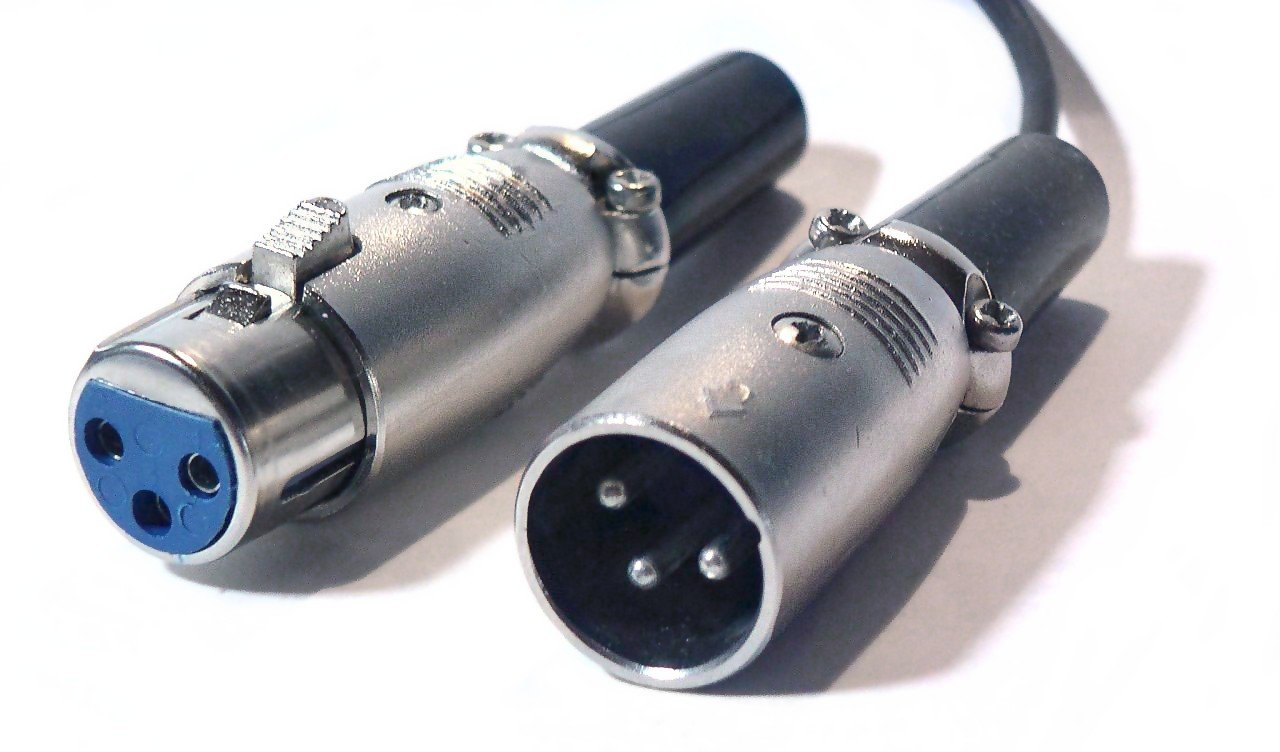
XLR-Steckverbinder für Kabelenden, links weiblich, rechts männlich

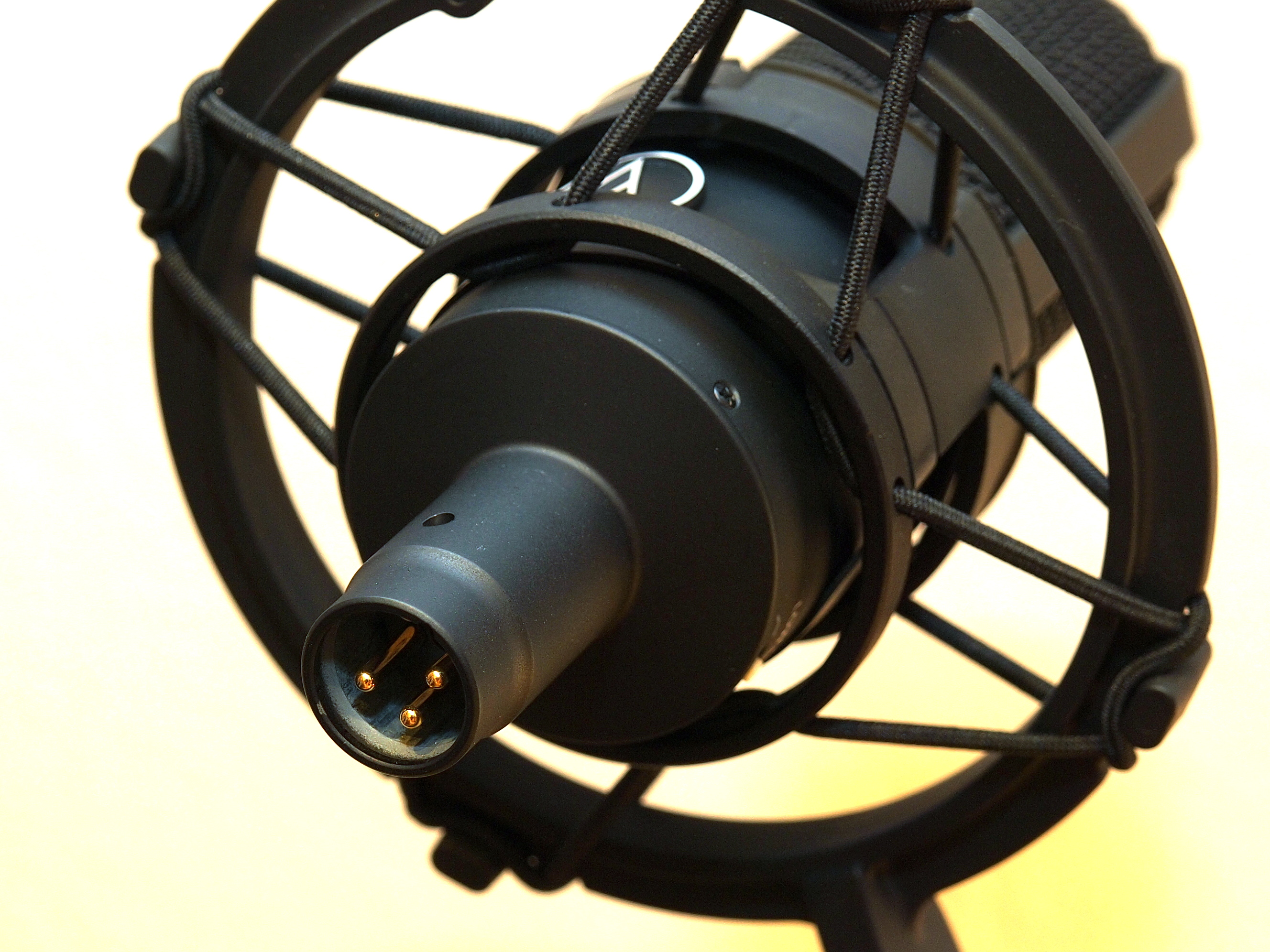
XLR-Ausgang (dreipolig, männlich, mit vergoldeten Kontaktstiften) eines Studio-Mikrofons

XLR (auch Cannon-Stecker genannt nach James H. Cannon, Gründer von Cannon Electric Co.) ist ein Industriestandard für elektrische Steckverbindungen. XLR-Stecker sind im internationalen Standard IEC 61076-2-103 normiert und werden von unterschiedlichen Herstellern angeboten.

## Verwendung
In der professionellen Beschallungs- und Tonstudiotechnik werden XLR-Steckverbinder für analoge Mikrofon- und Lautsprecher-Signale sowie digitale AES/EBU-Audiosignale und DMX-Steuersignale verwendet. Die einheitliche Kontaktbelegung für den Bereich der Audiotechnik ist in der Spezifikation AES-14 der Audio Engineering Society festgelegt.
Darüber hinaus setzt die professionelle Film- und Fernsehtechnik XLR-Stecker in 3-, 4- und 5-poliger Ausführung zur Spannungsversorgung von Bildaufnahmegeräten ein.

## Ausführungen

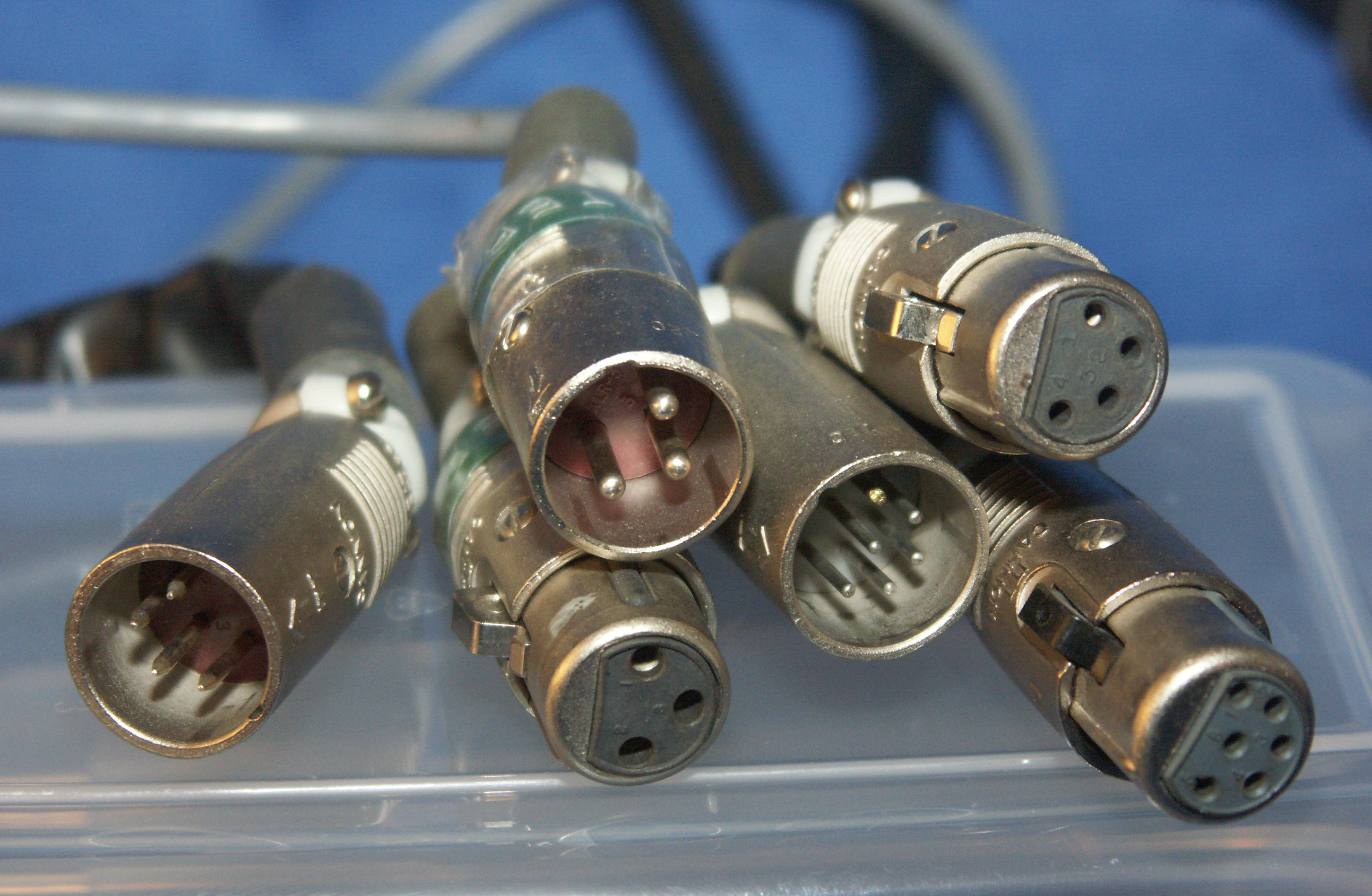
XLR-Steckverbinder in verschiedenen Ausführungen und Polzahlen

XLR-Steckverbinder gibt es in drei- bis siebenpoliger Ausführung und in verschiedenen Schutzklassen nach VDE.
Der dreipolige XLR-Steckverbinder stellt in der professionellen Tontechnik die Standardverbindung für analoge Audioleitungen dar, insbesondere bei symmetrischer Signalübertragung. Auch für Lautsprecherleitungen wird er gern verwendet, jedoch zunehmend vom Speakon-System verdrängt. Er überträgt nur ein Monosignal; für die analoge Übertragung der beiden Kanäle eines Stereosignals sind zwei dreipolige XLR-Steckverbinder nötig.
Die Norm für die Übertragung von DMX-Steuersignalen sieht den fünfpoligen XLR-Steckverbinder als Standard vor; häufig (gerade bei günstigeren Geräten) werden jedoch auch hier dreipolige Steckverbinder eingesetzt, die außerdem den Vorteil bieten, bei Bedarf mit Mikrofonkabeln verlängert werden zu können (sofern diese den elektrischen Spezifikationen der DMX-Schnittstelle entsprechen).
Fünfpolige XLR-Steckverbinder werden in der professionellen Tontechnik verwendet, um Stereosignale mit nur einer Leitung symmetrisch zu übertragen:
- 1 – Masse
- 2 – Signal 1 +
- 3 – Signal 1 −
- 4 – Signal 2 +
- 5 – Signal 2 −

Vierpolige XLR-Steckverbinder werden beispielsweise zur Stromversorgung von Videokameras und deren Zubehör sowie zum Anschluss von Intercom-Hör-Sprechkombinationen eingesetzt. In der drei- (bei Shure unter dem Namen TRQ) oder vierpoligen Mini-Version kommen sie auch bei Taschensendern drahtloser Mikrofonanlagen zum Einsatz. Mini-XLR-Steckverbinder werden weiters auch bei professionellem Audioequipment (u. a. transportable digitale Rekorder, Funkempfänger etc.) verwendet. Die Belegung ist hier wie beim Standard-XLR-Steckverbinder ausgeführt:
- 1 – Masse
- 2 – Signal +
- 3 – Signal −

## Belegung

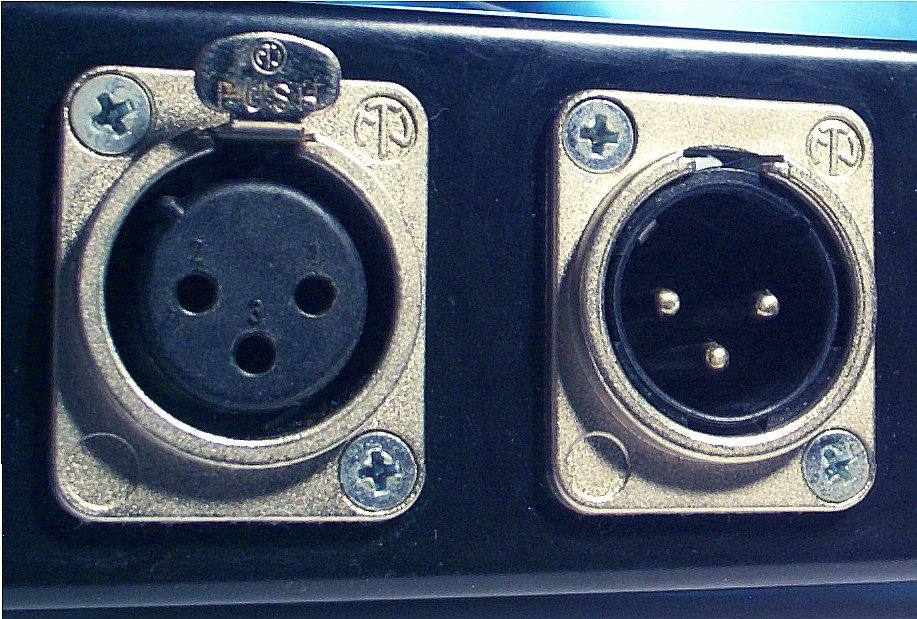
XLR-Einbauverbinder, links weiblich, rechts männlich, jeweils D-Bauform. An der weiblichen Ausführung erkennt man die eingeprägten Pinbezeichnungen.

| Ansicht Kontaktseite          |              |          |                                      |
| Anwendung                     | Pin 1        | Pin 2    | Pin 3                                |
| Symmetrisch                   | Schirm/Masse | Signal + | Signal −                             |
| Asymmetrisch                  | Schirm/Masse | Signal + | zu Pin 1 gebrückt                    |
| Lautsprecherleitung           | Signal −     | Signal + | unbelegt (offen)                     |
| Digitale Leitung nach AES/EBU | Schirm/Masse | Signal + | Signal −                             |
| DMX-Leitung                   | Schirm/Masse | Signal − | Signal +                             |
| Spannungs- versorgung         | Masse        | +12 V    | unbelegt (offen) Daten Steuerleitung |

| Belegung Mini XLR | Pin   | Gitarre | Kondensatormikrofon |
| ----------------- | ----- | ------- | ------------------- |
|                   | 1     | Masse   | Masse               |
| 2                 | frei  | Masse   |                     |
| 3                 | Audio | Audio   |                     |
| 4                 | frei  | Bias    |                     |

Die Pinbezeichnungen 1, 2, 3 sind in die Kunststoffhalterung eingeprägt. Bei Pin 2 liegt außerdem eine Führungsnase.
Im Deutschen werden in der Technik Steckverbinder mit hervorstehenden Kontaktstiften als Stecker bezeichnet und diejenigen mit entsprechenden „Löchern“ als Buchsen. Bei XLR-Steckverbindern spricht man meist von „männlichen“ (engl. male) und „weiblichen“ (engl. female) Steckern und bezeichnet die Einbauversionen beider Geschlechter als „Buchsen“. Standard-XLR-Anschlusskabel haben ein männliches und ein weibliches Ende und lassen sich damit ohne zusätzliche Verbindungselemente aneinanderreihen.
Bei XLR ist der typische Mikrofoneingang am Mischpult weiblich und ein Mikrofon hat als Ausgang einen männlichen Steckverbinder am Gehäuse. Grund hierfür ist unter anderem die Phantomspeisung, mit deren Hilfe vorgeschaltete Geräte mit Strom versorgt werden können. Die Phantomspeisung arbeitet mit Spannungen bis zu 48 Volt und wird durch die weibliche Bauart des Steckverbinders gegen Berühren und Kurzschluss geschützt. Ein Kurzschluss der Phantomspeisung würde am Signaleingang kurzzeitig starke Übersteuerung hervorrufen.
Auch bei Lautsprecheranschlüssen sind Ausgänge männlich. Bei Verstärkerleistungen über mehreren 100 Watt verbietet sich die Verwendung von XLR-Verbindungen, weil dort unter Umständen gefährliche Spannungen anliegen können (die Stifte des männlichen XLR-Verbinders liegen zwar innerhalb des Steckergehäuses, können jedoch mit einer Fingerspitze berührt werden). Hier finden sich im professionellen Bereich nur noch Speakon- und Schraubverbindungen.
Bei DMX-Steuerleitungen sind signalgebende Steckverbinder weiblich, um Kurzschlüsse durch metallene Fremdkörper zu vermeiden.
Ausnahmen von der aktuellen symmetrischen Normbelegung für Audiogeräte (Pin 1: GND, Pin 2: Plus, Pin 3: Minus, siehe Tabelle) können bei einigen älteren Audiogeräten (z. B. BSS DPR 402/502, Klark Teknik DN500/504/510 in der Werksbelegung, weit verbreitete Analoggeräte für die automatische Dynamikregelung) vorkommen, wo dann Pin 2 und 3 vertauscht sind. Pin 3 führt dann das Plus-Signal, Pin 2 das Minus-Signal, Pin 1 führt wie bei der Normbelegung den Schirm.

## Bauformen
Es gibt unterschiedlichste Varianten bei den XLR-Einbauverbindern.
Bedingt durch den Popularitätsgrad des Herstellers Neutrik in diesem Marktsegment stellen die Typenbezeichnungen dieses Herstellers den De-facto-Standard bei den Bezeichnungen dar.
Bei der mittlerweile üblichen D-Bauform sind die Gehäusedurchbrüche für männliche und weibliche Verbinder gleich, was bei der Fertigung vorbereiteter Einbaubleche ein großer Vorteil ist. Bei der älteren P-Bauform sitzen bei der männlichen Ausführung die Befestigungsbohrungen platzsparend direkt ober- und unterhalb der Steckeröffnung; die weibliche Ausführung sieht ähnlich wie in der D-Bauform aus, ist jedoch etwas in die Höhe gezogen.
Es gibt weitere Serien mit anderen teils kompakteren Lochbildern, die hauptsächlich in der Serienfertigung von Geräten eine Rolle spielen und oftmals eine einfachere Konstruktion sowie einfachere mechanische Integration und höhere Packungsdichten ermöglichen.

## Bedeutung und Herkunft der Bezeichnung
Der XLR-Steckverbinder wurde ursprünglich von der US-amerikanischen Firma Cannon (heute ein Teil von ITT) entwickelt. Für die Verwendung als Mikrofonsteckverbinder wurden die damals verhältnismäßig kleinen Rundsteckverbinder der Cannon-X-Serie mit einem Schnappverschluss versehen und als Cannon-XL vertrieben (L = Latch). Später wurden bei Cannon die weiblichen Steckverbinder mit einer Resilient-Polychloropren-Mischung gefüllt und als Cannon XLR (R = Resilient) bezeichnet. Dieser Steckverbinder wurde so populär, dass man ihn auch nur Cannon plug nannte, und die Nachbauten übernahmen die XLR-Bezeichnung, obwohl sie tatsächlich die XL- und nicht die XLR-Steckverbinder kopierten.
Die Verwendung als symmetrische Audioverbindung wurde in der US-amerikanischen Norm EIA RS-297-A spezifiziert.
Im englischen Sprachgebrauch gibt es folgende Merkregel für die Belegung der Pins, die sich an den Buchstaben orientiert:
- 1 – eXternal (dt. „außen“) oder auch Xcreen (für Screen) = dt. „Schirmung“ für Masse
- 2 – Live oder Line (Signal = heiß)
- 3 – Return (Rückleiter = kalt)

Dieser Merkspruch lautet in saloppem Deutsch „niX – Leiter – Rück (oder auch Return)“; wobei „nix“ (ugs. für „nichts“) für die Masse steht, auf der kein Signal gesendet wird und auch nicht dessen Rückleitung erfolgt. Die anderen Bezeichnungen sind selbsterklärend.
Der Vorläufer des XLR-Steckverbinders war in der europäischen Tontechnik der Tuchelstecker, den es in zwei sehr unterschiedlichen Ausführungen gibt, deren kleinere (Kleintuchel) sich von den DIN-Audioverbindungen für Heimanwendung lediglich durch robustere Ausführung und Schraubarretierung unterscheidet. Die Pinbelegung von XLR- und DIN-Steckverbinder unterscheiden sich allerdings.

## Vorteile XLR gegenüber Klinkenverbindungen

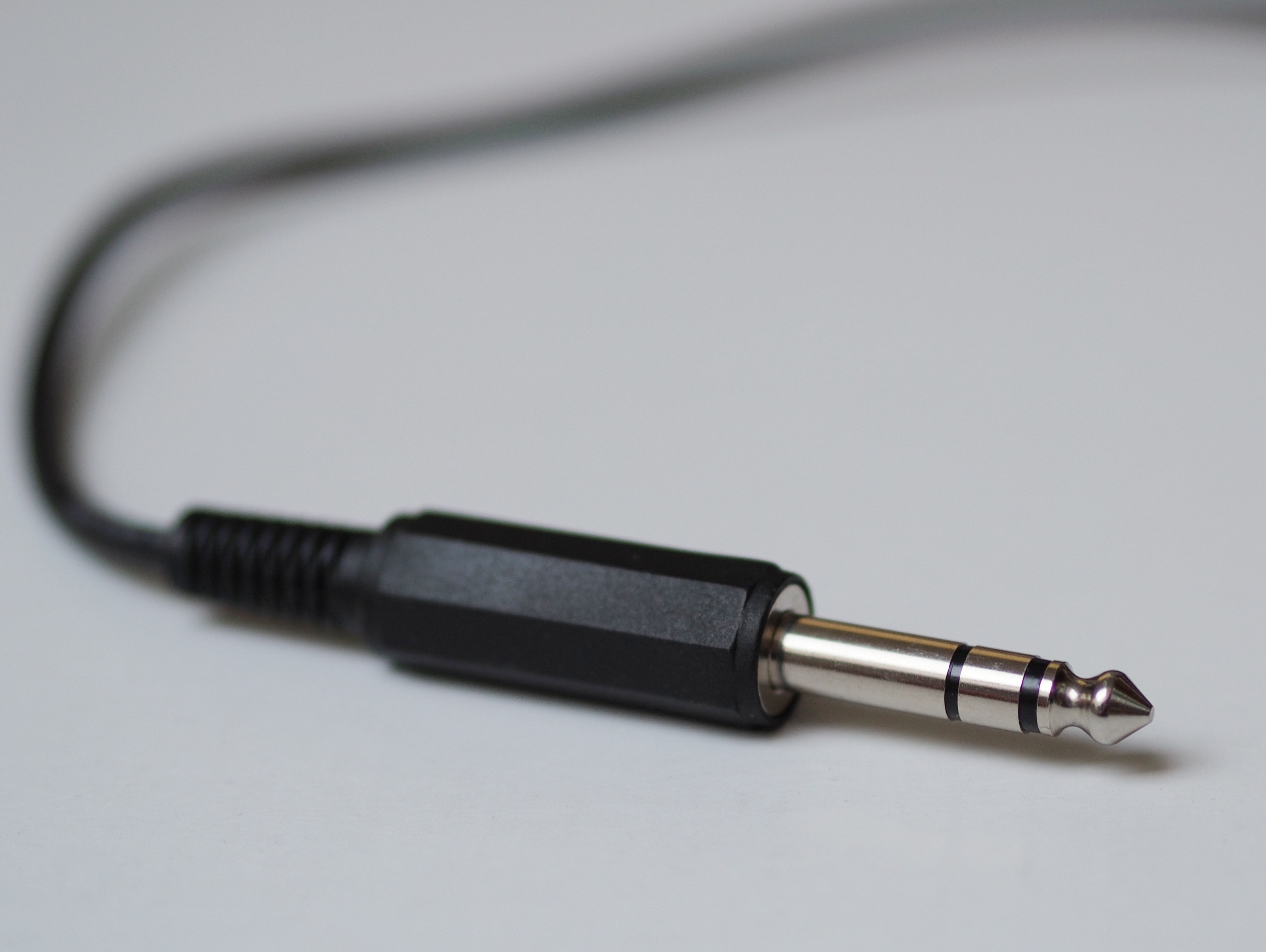
Der Klinkenstecker ist zwar kleiner, hat gegenüber XLR jedoch etliche Nachteile

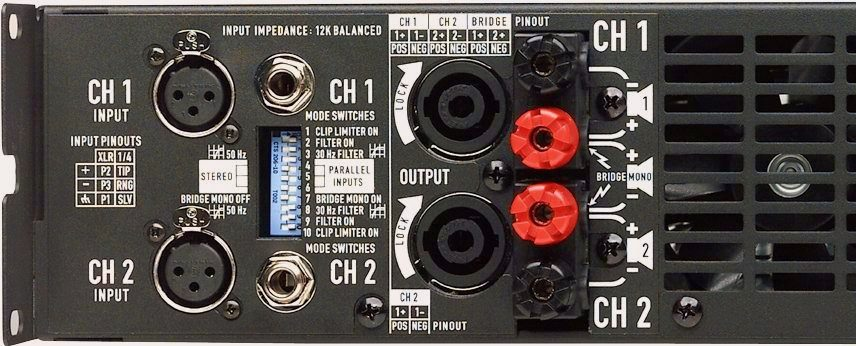
Professionelle PA-Endstufe, mit alternativ wählbaren Eingängen (links) über XLR- oder symmetrisch beschaltete Mono-Klinkenstecker.

- Während des Steckvorgangs eines Klinkensteckers werden die Signaladern beim Einschieben in die Buchse in der Regel kurz mit der Signalmasse verbunden und so unbeabsichtigt kurzgeschlossen. Zudem kann die offene Bauweise beim Herumliegen durch Berührung mit signalfremden Metallteilen Störungen erzeugen. XLR-Steckverbindungen zeigen weder beim Einstecken noch beim Herumliegen diese Gefahr.
- Die Kontaktbuchse 1 der weiblichen XLR-Verbinder liegt als voreilender Kontakt etwas weiter vorn als Kontakt 2 und 3. Beim Einstecken wird so zuerst die Masseverbindung hergestellt. Schädliche hohe Spannungsspitzen werden so vermieden.
- XLR-Steckverbindungen sind verriegelbar, verriegelbare Klinkenbuchsen sind selten und weniger zuverlässig.
- Die Kontaktflächen des XLR-Steckers verschmutzen weitaus weniger, da sie vom Gehäuse umgeben sind und nicht mit anderen Gegenständen oder Hautflächen in Berührung kommen.
- Das metallene XLR-Steckverbindergehäuse stellt zwar einen eigenen Kontakt zwischen Stecker- und Buchsengehäuse dar, ist im Allgemeinen aber kabelseits nicht mit dem Schirm verbunden, sondern nur als Faradayscher Käfig ohne Bezug zur Masse bzw. Kabelabschirmung ausgeführt. So wird ausgeschlossen, dass eine durch Berührung eingeschleppte Spannung zu Störungen führt. Diese Trennung ist beim mit Metallgehäuse geschirmten Klinkenstecker nicht gegeben.
- Die Stifte der XLR-Verbindung werden zangenartig von den Kontaktbuchsen umschlossen. Bei Klinkenverbindungen hingegen stellen die Schleifzungen der Buchse zur Oberfläche des runden Steckers nur eine punktförmige Verbindung her. Diese Kontaktfläche ist wesentlich ungünstiger als bei XLR-Verbindungen, zudem sind die Kontaktdrücke bei XLR höher. Das vermindert den Kontaktwiderstand.